# Deutsche Fußballmeisterschaft 1979 (Frauen)
Die deutsche Fußballmeisterschaft 1979 der Frauen war die sechste deutsche Fußballmeisterschaft, die der DFB seit 1974 im Frauenfußball ausrichtete. Deutscher Meister im Frauenfußball wurde 1979 die SSG 09 Bergisch Gladbach. Im Finale schlug man Bayern München mit 3:2 und 1:0. Für die SSG war es die zweite Meisterschaft. Zum letzten Mal wurde das Finale in Hin- und Rückspiel ausgetragen. Ab 1980 gibt es nur noch ein Spiel.

## Teilnehmer
Folgende Mannschaften haben sich als beste Mannschaft ihres Landesverbandes für die Endrunde qualifiziert:
| Regionalverband Nord | Regionalverband West                                                                        | Regionalverband Südwest                                                                  | Regionalverband Süd | Berlin          |
| - Bremen: TSV Wulsdorf - Hamburg: FSV Harburg - Niedersachsen: TV Jahn Delmenhorst - Schleswig-Holstein: Rendsburger TSV | - Mittelrhein: SSG 09 Bergisch Gladbach - Niederrhein: KBC Duisburg - Westfalen: TSV Siegen | - Rheinland: SC 07 Bad Neuenahr - Saarland: FC Hellas Marpingen - Südwest: TuS Wörrstadt | - Baden SV Schlierstadt - Bayern FC Bayern München - Hessen: NSG Oberst Schiel - Südbaden: SC Freiburg - Württemberg: VfL Schorndorf | - BFC Meteor 06 |

## Übersicht
|  | Achtelfinale            | Achtelfinale      | Achtelfinale |                    |   | Viertelfinale | Viertelfinale | Viertelfinale |  |  | Halbfinale | Halbfinale | Halbfinale |  |  | Finale | Finale | Finale |
|  |                         |                   |              |                    |   |               |               |               |  |  |            |            |            |  |  |        |        |        |
|  | TSV Siegen              | 1                 | 5            |                    |   |               |               |               |  |  |            |            |            |  |  |        |        |        |
|  | Oberst Schiel Frankfurt | 3                 | 2            |                    |   |               |               |               |  |  |            |            |            |  |  |        |        |        |
|  | Oberst Schiel Frankfurt | 3                 | 2            | TSV Siegen         | 1 | 2 (1)         |               |               |  |  |            |            |            |  |  |        |        |        |
|  |                         |                   |              | TSV Siegen         | 1 | 2 (1)         |               |               |  |  |            |            |            |  |  |        |        |        |
|  |                         | Jahn Delmenhorst  | 1            | 2 (3)              |   |               |               |               |  |  |            |            |            |  |  |        |        |        |
|  | Jahn Delmenhorst        | Jahn Delmenhorst  | 1            | 2 (3)              | 0 | 4             |               |               |  |  |            |            |            |  |  |        |        |        |
|  | Jahn Delmenhorst        |                   |              |                    | 0 | 4             |               |               |  |  |            |            |            |  |  |        |        |        |
|  | VfL Schorndorf          | 1                 | 2            |                    |   |               |               |               |  |  |            |            |            |  |  |        |        |        |
|  | VfL Schorndorf          | 1                 | 2            | Jahn Delmenhorst   | 2 | 2             |               |               |  |  |            |            |            |  |  |        |        |        |
|  |                         |                   |              |                    |   |               |               |               |  |  |            |            |            |  |  |        |        |        |
|  |                         | Bayern München    | 5            | 5                  |   |               |               |               |  |  |            |            |            |  |  |        |        |        |
|  | SC 07 Bad Neuenahr      | Bayern München    | 5            | 5                  | 1 | 3             |               |               |  |  |            |            |            |  |  |        |        |        |
|  | SC 07 Bad Neuenahr      |                   |              |                    | 1 | 3             |               |               |  |  |            |            |            |  |  |        |        |        |
|  | BFC Meteor 06           | 1                 | 2            |                    |   |               |               |               |  |  |            |            |            |  |  |        |        |        |
|  | BFC Meteor 06           | 1                 | 2            | SC 07 Bad Neuenahr | 2 | 0             |               |               |  |  |            |            |            |  |  |        |        |        |
|  |                         |                   |              | SC 07 Bad Neuenahr | 2 | 0             |               |               |  |  |            |            |            |  |  |        |        |        |
|  |                         | Bayern München    | 0            | 4                  |   |               |               |               |  |  |            |            |            |  |  |        |        |        |
|  | Bayern München          | Bayern München    | 0            | 4                  | 3 | 4             |               |               |  |  |            |            |            |  |  |        |        |        |
|  | Bayern München          |                   |              |                    | 3 | 4             |               |               |  |  |            |            |            |  |  |        |        |        |
|  | SC Freiburg             | 0                 | 0            |                    |   |               |               |               |  |  |            |            |            |  |  |        |        |        |
|  | SC Freiburg             | 0                 | 0            | Bayern München     | 2 | 0             |               |               |  |  |            |            |            |  |  |        |        |        |
|  |                         |                   |              |                    |   |               |               |               |  |  |            |            |            |  |  |        |        |        |
|  |                         | Bergisch Gladbach | 3            | 1                  |   |               |               |               |  |  |            |            |            |  |  |        |        |        |
|  | Bergisch Gladbach       | Bergisch Gladbach | 3            | 1                  | 2 | 2             |               |               |  |  |            |            |            |  |  |        |        |        |
|  | Bergisch Gladbach       |                   |              |                    | 2 | 2             |               |               |  |  |            |            |            |  |  |        |        |        |
|  | SV Schlierstadt         | 0                 | 1            |                    |   |               |               |               |  |  |            |            |            |  |  |        |        |        |
|  | SV Schlierstadt         | 0                 | 1            | Bergisch Gladbach  | 5 | 1             |               |               |  |  |            |            |            |  |  |        |        |        |
|  |                         |                   |              | Bergisch Gladbach  | 5 | 1             |               |               |  |  |            |            |            |  |  |        |        |        |
|  |                         | FSV Harburg       | 0            | 0                  |   |               |               |               |  |  |            |            |            |  |  |        |        |        |
|  | FSV Harburg             | FSV Harburg       | 0            | 0                  | 1 | 2             |               |               |  |  |            |            |            |  |  |        |        |        |
|  | FSV Harburg             |                   |              |                    | 1 | 2             |               |               |  |  |            |            |            |  |  |        |        |        |
|  | TuS Wörrstadt           | 0                 | 2            |                    |   |               |               |               |  |  |            |            |            |  |  |        |        |        |
|  | TuS Wörrstadt           | 0                 | 2            | Bergisch Gladbach  | 1 | 3             |               |               |  |  |            |            |            |  |  |        |        |        |
|  |                         |                   |              |                    |   |               |               |               |  |  |            |            |            |  |  |        |        |        |
|  |                         | KBC Duisburg      | 0            | 0                  |   |               |               |               |  |  |            |            |            |  |  |        |        |        |
|  | Hellas Marpingen        | KBC Duisburg      | 0            | 0                  | 1 | 0             |               |               |  |  |            |            |            |  |  |        |        |        |
|  | Hellas Marpingen        |                   |              |                    | 1 | 0             |               |               |  |  |            |            |            |  |  |        |        |        |
|  | KBC Duisburg            | 0                 | 3            |                    |   |               |               |               |  |  |            |            |            |  |  |        |        |        |
|  | KBC Duisburg            | 0                 | 3            | KBC Duisburg       | 2 | 1             |               |               |  |  |            |            |            |  |  |        |        |        |
|  |                         |                   |              | KBC Duisburg       | 2 | 1             |               |               |  |  |            |            |            |  |  |        |        |        |
|  |                         | Rendsburger TSV   | 0            | 0                  |   |               |               |               |  |  |            |            |            |  |  |        |        |        |
|  | Rendsburger TSV         | Rendsburger TSV   | 0            | 0                  | 1 | 2             |               |               |  |  |            |            |            |  |  |        |        |        |
|  | Rendsburger TSV         |                   |              |                    | 1 | 2             |               |               |  |  |            |            |            |  |  |        |        |        |
|  | TSV Wulsdorf            | 0                 | 0            |                    |   |               |               |               |  |  |            |            |            |  |  |        |        |        |

## Achtelfinale
Die jeweils erstgenannte Mannschaft hatte im Hinspiel Heimrecht. Die Hinspiele fanden am 20., die Rückspiele am 27. Mai 1979 statt.
|                          | Gesamt |                             | Hinspiel | Rückspiel |
| ------------------------ | ------ | --------------------------- | -------- | --------- |
| SC 07 Bad Neuenahr       | 6:3    | BFC Meteor 06               | 1:1      | 5:2       |
| FC Hellas Marpingen      | 1:3    | KBC Duisburg                | 1:0      | 0:3       |
| TSV Siegen               | 6:5    | NSG Oberst Schiel Frankfurt | 1:3      | 5:2       |
| TV Jahn Delmenhorst      | 4:3    | VfL Schorndorf              | 0:1      | 4:2 n. V. |
| FC Bayern München        | 7:0    | SC Freiburg                 | 3:0      | 4:0       |
| FSV Harburg              | 3:2    | TuS Wörrstadt               | 1:0      | 2:2       |
| Rendsburger TSV          | 3:0    | TuS Wulsdorf                | 1:0      | 2:0       |
| SSG 09 Bergisch Gladbach | 4:1    | SV Schlierstadt             | 2:0      | 2:1       |

## Viertelfinale
Die jeweils erstgenannte Mannschaft hatte im Hinspiel Heimrecht. Die Hinspiele fanden am 2., die Rückspiele am 4. Juni 1979 statt.
|                          | Gesamt          |                     | Hinspiel | Rückspiel |
| ------------------------ | --------------- | ------------------- | -------- | --------- |
| KBC Duisburg             | 3:0             | Rendsburger TSV     | 2:0      | 1:0       |
| TSV Siegen               | 3:3 (1:3 i. E.) | TV Jahn Delmenhorst | 1:1      | 2:2 n. V. |
| SC 07 Bad Neuenahr       | 2:4             | FC Bayern München   | 2:0      | 0:4 n. V. |
| SSG 09 Bergisch Gladbach | 6:0             | FSV Harburg         | 5:0      | 1:0       |

## Halbfinale
Die jeweils erstgenannte Mannschaft hatte im Hinspiel Heimrecht. Die Hinspiele fanden am 10., die Rückspiele am 14. Juni 1979 statt.
|                          | Gesamt |                   | Hinspiel | Rückspiel |
| ------------------------ | ------ | ----------------- | -------- | --------- |
| SSG 09 Bergisch Gladbach | 4:0    | KBC Duisburg      | 1:0      | 3:0       |
| TV Jahn Delmenhorst      | 04:10  | FC Bayern München | 2:5      | 2:5       |

## Finale

### Hinspiel
| FC Bayern München                                                                | FC Bayern München | SSG 09 Bergisch Gladbach | SSG 09 Bergisch Gladbach |
| -------------------------------------------------------------------------------- | --- | --- | ------------------------ |
| FC Bayern München                                                                | \| Sonntag, 17. Juni 1979 in München (Städtisches Stadion an der Grünwalder Straße) \| \| Ergebnis: 2:3 (1:1) \| \| Zuschauer: 800 \| \| Schiedsrichter: Winfried Walz (Waiblingen) \|                                                      | \| Sonntag, 17. Juni 1979 in München (Städtisches Stadion an der Grünwalder Straße) \| \| Ergebnis: 2:3 (1:1) \| \| Zuschauer: 800 \| \| Schiedsrichter: Winfried Walz (Waiblingen) \|                                         | SSG 09 Bergisch Gladbach |
| FC Bayern München                                                                | Christa Eckbauer – Hildegard Leroy, Anna Völkl, Luise Weiß (40. Tülay Düsumez), Cornelia Doll – Sissy Raith, Rosi Lipp (40. Anneliese Probst), Karin Danner, Inge Mayerhofer – Monika Schmidt, Traudl Gleixner Cheftrainer: Stephan Deischl | Brigitte Schmoll – Loni Winkel – Brigitte Klinz, Gaby Dlugi, Bettina Krug – Erika Neuenfeldt, Monika Degwitz, Elisabeth Lesnik – Doris Kresimon, Anne Trabant-Haarbach, Ingrid Gebauer Spielertrainerin: Anne Trabant-Haarbach | SSG 09 Bergisch Gladbach |
| FC Bayern München                                                                | 1:0 Cornelia Doll (7.) 2:2 Inge Mayerhofer (45.) | 1:1 Doris Kresimon (16.) 1:2 Doris Kresimon (43.) 2:3 Erika Neuenfeldt (53.) | SSG 09 Bergisch Gladbach |
| Sonntag, 17. Juni 1979 in München (Städtisches Stadion an der Grünwalder Straße) | | |                          |
| Ergebnis: 2:3 (1:1)                                                              | | |                          |
| Zuschauer: 800                                                                   | | |                          |
| Schiedsrichter: Winfried Walz (Waiblingen)                                       | | |                          |

### Rückspiel
| SSG 09 Bergisch Gladbach                                                       | SSG 09 Bergisch Gladbach | FC Bayern München | FC Bayern München |
| ------------------------------------------------------------------------------ | --- | --- | ----------------- |
| SSG 09 Bergisch Gladbach                                                       | \| Sonntag, 24. Juni 1979 in Bergisch Gladbach (Stadion an der Paffrather Straße) \| \| Ergebnis: 1:0 (1:0) \| \| Zuschauer: 12.000 (ausverkauft) \| \| Schiedsrichter: Werner Burgers (Essen) \|                                                                               | \| Sonntag, 24. Juni 1979 in Bergisch Gladbach (Stadion an der Paffrather Straße) \| \| Ergebnis: 1:0 (1:0) \| \| Zuschauer: 12.000 (ausverkauft) \| \| Schiedsrichter: Werner Burgers (Essen) \|                | FC Bayern München |
| SSG 09 Bergisch Gladbach                                                       | Brigitte Schmoll – Loni Winkel – Brigitte Klinz, Gaby Dlugi, Bettina Krug – Erika Neuenfeldt, Monika Degwitz, Elisabeth Lesnik (57. Roswitha Pestel) – Doris Kresimon, Anne Trabant-Haarbach, Ingrid Gebauer (52. Hildegard Frauenrath) Spielertrainerin: Anne Trabant-Haarbach | Lydia Köhl – Hildegard Leroy, Anna Völkl, Cornelia Doll, Luise Weiß – Sissy Raith, Karin Danner, Inge Mayerhofer – Monika Schmidt, Tülay Düsumez (55. Traudl Gleixner), Sonja Kirsinger (55. Doris Niederlöhner) | FC Bayern München |
| SSG 09 Bergisch Gladbach                                                       | 1:0 Doris Kresimon (2.) | | FC Bayern München |
| SSG 09 Bergisch Gladbach                                                       | Zeitstrafe: Monika Degwitz | | FC Bayern München |
| Sonntag, 24. Juni 1979 in Bergisch Gladbach (Stadion an der Paffrather Straße) | | |                   |
| Ergebnis: 1:0 (1:0)                                                            | | |                   |
| Zuschauer: 12.000 (ausverkauft)                                                | | |                   |
| Schiedsrichter: Werner Burgers (Essen)                                         | | |                   |